# Oregon Route 19
Az Oregon Route 19 (OR-19) egy oregoni állami országút, amely észak–déli irányban a 26-os szövetségi országút Dayville-től északnyugatra fekvő elágazásától az Interstate 84 és a U.S. Route 30 közös szakaszának arlingtoni csomópontjáig halad.
A szakasz John Day Highway No. 5 néven is ismert.

## Leírás
A szakasz a John Day Fossil Beds National Monumentnél ágazik le a 26-os útról északi irányban. Röviddel a 402-es út előtt északnyugatra fordul, majd Spray és Service Creek között a 207-es úttal közös nyomvonalon halad. A pálya Fossilba érve a 218-as út elágazását követően északkelet felé egy félkört megtéve áthalad Mayville-en és Condonon, majd a 206-os úttal való találkozása után az olexi kereszteződés mellett elhaladva Arlingtonba érkezik.